# Mira-Bhayandar
Mira-Bhayandar (en marathi: मीरा भयंदर )  est une ville de l'État indien du Maharashtra.